# Marcel Schneider (Boxer)
Marcel Schneider (* 19. März 1986 in Zschopau) ist ein ehemaliger deutscher Boxer.

## Boxkarriere
Schneider trainierte in den Clubs KSV Fürstenwalde sowie BC Frankfurt (Oder). Er wurde 2003 und 2004 Deutscher Juniorenmeister, gewann eine Bronzemedaille im Fliegengewicht bei der Junioren-Europameisterschaft 2003 in Polen und war Teilnehmer der Junioren-Weltmeisterschaft 2004 in Südkorea.
Bei den Erwachsenen boxte er für Motor Babelsberg und den Nordhäuser SV in der 1. Bundesliga, wurde 2007 Deutscher Meister im Fliegengewicht und 2009 Deutscher Meister im Bantamgewicht, zudem war er Deutscher Vizemeister der Jahre 2004, 2005, 2006, 2008 und 2011. Beim prestigeträchtigen Chemiepokal von Halle (Saale) wurde er 2007 Zweiter.
2007 gewann er die Silbermedaille im Bantamgewicht bei den Militärweltspielen in Indien und wurde für die europäische Olympiaqualifikation 2008 in Italien nominiert, wo er im entscheidenden Halbfinalkampf gegen Norbert Kalucza ausschied. Bei der Europameisterschaft 2010 in Russland verlor er im Achtelfinale gegen den späteren Europameister Eduard Absalimow. 2010 betrug seine Bilanz 131 Kämpfe mit 100 Siegen.
Von September 2013 bis März 2014 bestritt er für die Kampfgemeinschaft SinCity BoxGym Leipzig/Boxclub Zschopau unter Führung von Maik Kurzweil drei Profikämpfe in Deutschland.